# Stathmodera subvittata
Stathmodera subvittata là một loài bọ cánh cứng trong họ Cerambycidae.